# Markus Blocher
Markus Christoph Blocher (* 16. April 1971) ist ein Schweizer Unternehmer.

## Leben und Wirken
Blocher absolvierte ein Studium der Chemie an der ETH Zürich, das er 2000 mit der Promotion abschloss. Nach dem Studium arbeitete er drei Jahre als Unternehmensberater bei McKinsey & Company.
Ab 2002 arbeitete er bei der EMS-Chemie als Verantwortlicher für Spezialprojekte. 2003 wurde er Geschäftsführer der Dottikon ES, die damals noch Teil der EMS-Chemie-Gruppe war. 2005 führte er das Unternehmen an die Börse. Im November desselben Jahres tauschte er mit seinen Schwestern seine Anteile an der EMS-Chemie mit Anteilen an der Dottikon ES und ist seither Mehrheitsaktionär des Unternehmens. Markus Blocher ist heute CEO und Verwaltungsratspräsident von Dottikon ES. 2020 wurde er zum «CEO des Jahres» gekürt.
Blocher hat sieben Kinder. Sein Vater ist der Unternehmer und Politiker Christoph Blocher; seine Schwester ist die Unternehmerin und Politikerin Magdalena Martullo-Blocher.